# Grand Prix-wegrace van Duitsland 1984
De Grand Prix-wegrace van Duitsland 1984 was de vijfde Grand Prix van het wereldkampioenschap wegrace in het seizoen 1984. De races werd verreden op 27 mei 1984 op de Nürburgring nabij Nürburg, die helemaal vernieuwd was. In de Duitse Grand Prix kwamen alle klassen aan de start.

## Algemeen
De Duitse Grand Prix keerde na drie jaar terug op de Nürburgring, waar een compleet nieuw circuit was aangelegd, dat de coureurs uitstekend beviel. De wisselende weersomstandigheden op de racedag maakten het voor de 250cc-coureurs moeilijk een goede bandenkeuze te maken.

### De nieuwe Nürburgring
Tot en met het seizoen 1980 had de Grand Prix-wegrace van Duitsland zich afwisselend op de Hockenheimring en de Nordschleife van de Nürburgring afgespeeld, maar de coureurs, vooral die uit de 500cc-klasse, waren dit lange en gevaarlijke circuit meer dan beu. In 1980 moesten de toprijders letterlijk door hun teams worden gedwongen überhaupt te starten, maar in de jaren daarna werd in Hockenheim gereden, in afwachting van de nieuwe Nürburgring, die naast het oude circuit werd aangelegd. Het nieuwe circuit was dan ook bijzonder modern en veilig. Het was overal minstens tien meter breed en had - ook op ongevaarlijke plaatsen - ten minste tien meter uitloopstrook. Voor de rijders was er een modern rennerskwartier met goede sanitaire voorzieningen. Die waren er ook voor het publiek. Men kon 150.000 toeschouwers herbergen, waarvan er 120.000 konden staan of zitten op zestien tribunes. De kosten voor dit alles bedroegen 81 miljoen Duitse mark. Het publiek zat echter overal ver van de baan, zo ver, dat de startnummers niet eens leesbaar waren.

## 500cc-klasse
Erg spannend was de strijd om de leiding in de 500cc-race niet. Ron Haslam was zoals gewoonlijk als snelste weg, maar Freddie Spencer stelde met zijn driecilinder al in de tweede ronde orde op zaken. Eddie Lawson wist Randy Mamola en Ron Haslam te passeren, maar werd tegen het einde van de race gehinderd door een achterblijver, waardoor hij even het gras in moest en veel tijd verloor. Hij werd toch nog tweede voor Mamola en Haslam. Raymond Roche reed eenzaam naar de vijfde plaats, maar achter hem werd flink gevochten tussen Virginio Ferrari, Didier de Radiguès, Keith Huewen, Barry Sheene, Boet van Dulmen en Franco Uncini. Ferrari wist zich los te maken en Uncini won elke ronde een plek, terwijl Reinhold Roth aansluiting bij deze groep kreeg. De Radiguès en Roth kwamen echter ten val en Uncini nam de zesde plaats over van Ferrari. Van Dulmen moest Huewen laten gaan maar eindigde toch nog voor Sheene. 
| Het Honda-fabrieksteam had de viercilindermotor van de Honda NSR 500 van Freddie Spencer na de GP van Oostenrijk meteen naar HRC gestuurd om te laten onderzoeken waarom hij niet goed had gelopen. Men kreeg geen uitsluitsel en besloot de oude NS 500-driecilinder van Marco Lucchinelli uit 1983 in de werkplaats in Aalst aan te passen aan de specificaties voor Spencer. Al na vier ronden verdrong Spencer met deze machine Eddie Lawson van poleposition. Randy Mamola gebruikte Spencer's motorfiets ook, maar was bijna drie seconden langzamer. Cagiva verscheen niet in Duitsland. Marco Lucchinelli vond het zinloos verder te gaan zolang er geen beter frame was ontwikkeld. \| 1. \| Freddie Spencer \| HRC-Honda \| 1:42.75 \| \| 2. \| Eddie Lawson \| Marlboro-Yamaha \| 1:44.03 \| \| 3. \| Rob McElnea \| Heron-Suzuki \| 1:45.13 \| \| 4. \| Randy Mamola \| HRC-Honda \| 1:45.43 \| \| 5. \| Ron Haslam \| HRC-Honda \| 1:45.50 \| \| 6. \| Raymond Roche \| Honda \| 1:46.35 \| \| 7. \| Virginio Ferrari \| Marlboro-Yamaha \| 1:46.49 \| \| 8. \| Reinhold Roth \| Fath-Honda \| 1:45.75 \| \| 9. \| Keith Huewen \| Honda \| 1:46.85 \| \| 10. \| Boet van Dulmen \| Suzuki \| 1:46.96 \| |                  |                 |         |
| 1. | Freddie Spencer  | HRC-Honda       | 1:42.75 |
| 2. | Eddie Lawson     | Marlboro-Yamaha | 1:44.03 |
| 3. | Rob McElnea      | Heron-Suzuki    | 1:45.13 |
| 4. | Randy Mamola     | HRC-Honda       | 1:45.43 |
| 5. | Ron Haslam       | HRC-Honda       | 1:45.50 |
| 6. | Raymond Roche    | Honda           | 1:46.35 |
| 7. | Virginio Ferrari | Marlboro-Yamaha | 1:46.49 |
| 8. | Reinhold Roth    | Fath-Honda      | 1:45.75 |
| 9. | Keith Huewen     | Honda           | 1:46.85 |
| 10. | Boet van Dulmen  | Suzuki          | 1:46.96 |

### Uitslag 500cc-klasse
| Pos | Coureur            | Merk                 | Tijd       | Grid | Punten |
| --- | ------------------ | -------------------- | ---------- | ---- | ------ |
| 1   | Freddie Spencer    | HRC-Honda            | 52:37.98   | 1    | 15     |
| 2   | Eddie Lawson       | Marlboro-Yamaha      | 52:53.93   | 2    | 12     |
| 3   | Randy Mamola       | HRC-Honda            | 53:19.93   | 4    | 10     |
| 4   | Ron Haslam         | HRC-Honda            | 53:29.75   | 5    | 8      |
| 5   | Raymond Roche      | Honda                | 53:41.06   | 6    | 6      |
| 6   | Franco Uncini      | HB-Gallina-Suzuki    | 53:45.86   | 11   | 5      |
| 7   | Virginio Ferrari   | Marlboro-Yamaha      | 53:57.07   | 7    | 4      |
| 8   | Keith Huewen       | Honda                | 54:03.67   | 9    | 3      |
| 9   | Boet van Dulmen    | Bakker-Suzuki        | 54:09.09   | 10   | 2      |
| 10  | Barry Sheene       | Heron-Harris-Suzuki  | 54:16.78   | 13   | 1      |
| 11  | Steve Parrish      | Yamaha               | +1 ronde   | 16   |        |
| 12  | Massimo Broccoli   | Honda                | +1 ronde   | 17   |        |
| 13  | Rob Punt           | Suzuki               | +1 ronde   | 18   |        |
| 14  | Fabio Biliotti     | Honda                | +1 ronde   | 26   |        |
| 15  | Leandro Becheroni  | Suzuki               | +1 ronde   | 19   |        |
| 16  | Lorenzo Ghiselli   | Suzuki               | +1 ronde   | 24   |        |
| 17  | Henk van der Mark  | SNRT-Bakker-Honda    | +1 ronde   | 28   |        |
| 18  | Franck Gross       | Honda                | +1 ronde   | 15   |        |
| 19  | Christian Le Liard | Chevallier-ELF-Honda | +1 ronde   | 22   |        |
| 20  | Walter Migliorati  | Suzuki               | +1 ronde   | 27   |        |
| 21  | Paolo Ferretti     | Suzuki               | +1 ronde   | 32   |        |
| 22  | Chris Guy          | Honda                | +2 ronden  | 31   |        |
| 23  | Brett Hudson       | Suzuki               | +2 ronden  | 37   |        |
| 24  | Henk de Vries      | Suzuki               | +2 ronden  | 34   |        |
| 25  | Manfred Fischer    | Juchem               | +2 ronden  | 35   |        |
| 26  | Börge Nielsen      | Suzuki               | +2 ronden  | 39   |        |
| 27  | Hartmut Müller     | Suzuki               | +3 ronden  | 30   |        |
| 28  | Wolfgang Schwarz   | Honda                | +3 ronden  | 41   |        |
| 29  | Marco Papa         | Honda                | +14 ronden | 20   |        |

### Niet gefinisht
| Coureur             | Merk                 | Oorzaak | Grid |
| ------------------- | -------------------- | ------- | ---- |
| Reinhold Roth       | Honda                | Val     | 8    |
| Didier de Radiguès  | Chevallier-ELF-Honda | Val     | 12   |
| Peter Sjöström      | Suzuki               |         | 38   |
| Sergio Pellandini   | HB-Gallina-Suzuki    |         | 14   |
| Lothar Spiegler     | Suzuki               |         | 33   |
| Claude Arciero      | Honda                |         | 36   |
| Louis-Luc Maisto    | Honda                |         | 29   |
| Rolf Aljes          | Juchem               |         | 40   |
| Wolfgang von Muralt | Suzuki               |         | 21   |
| Rob McElnea         | Heron-Suzuki         | Val     | 3    |
| Gustav Reiner       | Honda                | Val     | 23   |
| Klaus Klein         | Suzuki               |         | 25   |

### Niet deelgenomen
| Coureur           | Merk      | Oorzaak  |
| ----------------- | --------- | -------- |
| Wayne Gardner     | Honda     | Contract |
| Roger Marshall    | Honda     | Contract |
| Takazumi Katayama | HRC-Honda | Blessure |
| Tadahiko Taira    | Yamaha    |          |
| Eero Hyvärinen    | Suzuki    |          |
| Armando Errico    | Suzuki    |          |
| Hervé Moineau     | Cagiva    |          |
| Marco Lucchinelli | Cagiva    |          |

### Top tien tussenstand 500cc-klasse
| Pos. | Coureur            | Merk                 | Ptn. |
| ---- | ------------------ | -------------------- | ---- |
| 1    | Eddie Lawson       | Marlboro-Yamaha      | 69   |
| 2    | Raymond Roche      | HRC-Honda / Honda    | 43   |
| 3    | Freddie Spencer    | HRC-Honda            | 42   |
| 4    | Randy Mamola       | HRC-Honda            | 32   |
| 5    | Ron Haslam         | HRC-Honda            | 29   |
| 6    | Boet van Dulmen    | Bakker-Suzuki        | 19   |
| 7    | Barry Sheene       | Heron-Harris-Suzuki  | 16   |
| 8    | Franco Uncini      | HB-Gallina-Suzuki    | 11   |
| 9    | Reinhold Roth      | Fath-Honda           | 9    |
| 10   | Wayne Gardner      | Honda                | 8    |
| 10   | Didier de Radiguès | Chevallier-ELF-Honda | 8    |
| 10   | Sergio Pellandini  | HB-Gallina-Suzuki    | 8    |

## 250cc-klasse
Door de dreigende wolken besloot een aantal coureurs na de opwarmronde een bandenwissel te maken. Thierry Espié, Alan Carter, Wayne Rainey en Sito Pons kozen voor intermediates en bleken daardoor in de race kansloos. Christian Sarron koos al voor de opwarmronde voor slicks en Manfred Herweh, Martin Wimmer en Carlos Lavado volgden zijn voorbeeld. Toni Mang wisselde pas na de opwarmronde naar slicks, die daardoor bij de start nog koud waren. Na de start ging Martin Wimmer aan de leiding, maar na zeven ronden bestond de kopgroep uit Wimmer, Herweh en Sarron, met op enige afstand Lavado, Jacques Cornu en Mang, die trager was begonnen om zijn banden op temperatuur te brengen. Espié en Carter waren al teruggevallen omdat het droog bleef en hun intermediates niet goed werkten. Toen de eerste achterblijvers gepasseerd werden leek Wimmer een kleine voorsprong te nemen, maar Herweh en Sarron dichtten het gat weer. Herweh passeerde Wimmer en gaf hem zelfs een vriendschappelijk tikje op de rug. In de voorlaatste bocht remde Herweh erg laat, maar hij merkte dat zijn achterband versleten was en ging voorzichtig de laatste bocht in. Sarron had de ideale lijn en won voor Wimmer en Herweh. 
| Opnieuw stonden de beste 250cc-rijders dicht bij elkaar, maar voor het publiek was het een tegenvaller dat Martin Wimmer en Manfred Herweh genoegen moesten nemen met posities achter de Fransman Christian Sarron. \| 1. \| Christian Sarron \| Sonauto-Yamaha \| 1:49.29 \| \| 2. \| Martin Wimmer \| Yamaha \| 1:49.51 \| \| 3. \| Manfred Herweh \| Bakker-Real-Rotax \| 1:49.73 \| \| 4. \| Wayne Rainey \| Roberts-Marlboro-Yamaha \| 1:49.76 \| \| 5. \| Carlos Lavado \| Venemotos-Yamaha \| 1:49.77 \| \| 6. \| Sito Pons \| JJ Cobas-Rotax \| 1:50.06 \| \| 7. \| Thierry Espié \| Chevallier-Yamaha \| 1:50.08 \| \| 8. \| Alan Carter \| Roberts-Marlboro-Yamaha \| 1:50.42 \| \| 9. \| Richard Hubin \| Yamaha \| 1:50.52 \| \| 10. \| Jacques Cornu \| Bakker-Parisienne-Yamaha \| 1:50.79 \| |                  |                          |         |
| 1. | Christian Sarron | Sonauto-Yamaha           | 1:49.29 |
| 2. | Martin Wimmer    | Yamaha                   | 1:49.51 |
| 3. | Manfred Herweh   | Bakker-Real-Rotax        | 1:49.73 |
| 4. | Wayne Rainey     | Roberts-Marlboro-Yamaha  | 1:49.76 |
| 5. | Carlos Lavado    | Venemotos-Yamaha         | 1:49.77 |
| 6. | Sito Pons        | JJ Cobas-Rotax           | 1:50.06 |
| 7. | Thierry Espié    | Chevallier-Yamaha        | 1:50.08 |
| 8. | Alan Carter      | Roberts-Marlboro-Yamaha  | 1:50.42 |
| 9. | Richard Hubin    | Yamaha                   | 1:50.52 |
| 10. | Jacques Cornu    | Bakker-Parisienne-Yamaha | 1:50.79 |

### Uitslag 250cc-klasse
| Pos | Coureur              | Merk                     | Tijd      | Grid | Punten |
| --- | -------------------- | ------------------------ | --------- | ---- | ------ |
| 1   | Christian Sarron     | Sonauto-Yamaha           | 46:12.07  | 1    | 15     |
| 2   | Martin Wimmer        | Yamaha                   | 45:12.20  | 2    | 12     |
| 3   | Manfred Herweh       | Bakker-Real-Rotax        | 46:12.42  | 3    | 10     |
| 4   | Toni Mang            | HB-Yamaha                | 46:28.12  | 12   | 8      |
| 5   | Carlos Lavado        | Venemotos-Yamaha         | 46:28.35  | 5    | 6      |
| 6   | Wayne Rainey         | Roberts-Marlboro-Yamaha  | 46:29.18  | 4    | 5      |
| 7   | Alan Carter          | Roberts-Marlboro-Yamaha  | 46:45.04  | 8    | 4      |
| 8   | Jacques Cornu        | Bakker-Parisienne-Yamaha | 46:45.16  | 10   | 3      |
| 9   | Thierry Espié        | Chevallier-Yamaha        | 46:52.74  | 7    | 2      |
| 10  | Jean-Michel Mattioli | Sonauto-Yamaha           | 47:11.93  | 13   | 1      |
| 11  | Loris Reggiani       | Kawasaki                 | 47:17.22  | 20   |        |
| 12  | Mario Rademeyer      | Yamaha                   | 47:21.30  | 24   |        |
| 13  | Teruo Fukuda         | Yamaha                   | 47:38.42  | 18   |        |
| 14  | Hervé Guilleux       | Yamaha                   | +1 ronde  | 21   |        |
| 15  | Guy Bertin           | MBA                      | +1 ronde  | 25   |        |
| 16  | Massimo Matteoni     | Yamaha                   | +1 ronde  | 38   |        |
| 17  | Davide Tardozzi      | Yamaha                   | +1 ronde  | 30   |        |
| 18  | Manfred Obinger      | Yamaha                   | +1 ronde  | 29   |        |
| 19  | Eilert Lundstedt     | Yamaha                   | +1 ronde  | 39   |        |
| 20  | Bruno Lüscher        | Yamaha                   | +1 ronde  | 15   |        |
| 21  | Siegfried Minich     | Yamaha                   | +1 ronde  | 47   |        |
| 22  | Stéphane Mertens     | Yamaha                   | +1 ronde  | 31   |        |
| 23  | Mar Schouten         | Yamaha                   | +1 ronde  | 33   |        |
| 24  | Martin Füg           | Rotax                    | +1 ronde  | 11   |        |
| 25  | Karl-Thomas Grässel  | Fath-Yamaha              | +1 ronde  | 37   |        |
| 26  | Vincenzo Cascino     | Yamaha                   | +2 ronden | 48   |        |
| 27  | David Floyd Busby    | Rotax                    | +3 ronden | 44   |        |

### Niet gefinisht
| Coureur                | Merk             | Oorzaak         | Grid |
| ---------------------- | ---------------- | --------------- | ---- |
| Jean-François Baldé    | Pernod           | Motor           | 19   |
| Fausto Ricci           | Yamaha           |                 | 45   |
| Harald Eckl            | Rotax            |                 | 16   |
| Bodo Schmidt           | Honda            |                 | 34   |
| Richard Hubin          | Yamaha           |                 | 9    |
| Gabriel Gabria         | Yamaha           |                 | 43   |
| Graham Young           | Rotax            |                 | 46   |
| Roland Freymond        | Yamaha           |                 | 35   |
| Donnie Robinson        | Yamaha           |                 | 27   |
| Sito Pons              | JJ Cobas-Rotax   |                 | 6    |
| Patrick Fernandez      | Yamaha           |                 | 17   |
| Donnie McLeod          | Yamaha           |                 | 14   |
| Iván Palazzese         | Venemotos-Yamaha |                 | 22   |
| Jean-Louis Guignabodet | Yamaha           |                 | 36   |
| Tony Head              | Rotax            | Val             | 32   |
| Michel Siméon          | Honda            | Val             |      |
| Jacques Bolle          | Pernod           | Versnellingsbak | 23   |
| Hans Becker            | Yamaha           |                 | 26   |

### Niet gekwalificeerd
| Coureur           | Merk           | Oorzaak |
| ----------------- | -------------- | ------- |
| Thierry Rapicault | Sonauto-Yamaha | Angst?  |

### Niet deelgenomen
| Coureur         | Merk           | Oorzaak  |
| --------------- | -------------- | -------- |
| Andy Watts      | EMC-Rotax      |          |
| Maurizio Vitali | MBA            |          |
| Carlos Cardús   | JJ Cobas-Rotax | Blessure |

### Top tien tussenstand 250cc-klasse
| Pos. | Coureur           | Merk                     | Ptn. |
| ---- | ----------------- | ------------------------ | ---- |
| 1    | Christian Sarron  | Sonauto-Yamaha           | 54   |
| 2    | Sito Pons         | JJ Cobas-Rotax           | 35   |
| 3    | Toni Mang         | HB-Yamaha                | 31   |
| 4    | Martin Wimmer     | Yamaha                   | 28   |
| 5    | Carlos Lavado     | Venemotos-Yamaha         | 24   |
| 6    | Manfred Herweh    | Bakker-Real-Rotax        | 20   |
| 7    | Jacques Cornu     | Bakker-Parisienne-Yamaha | 16   |
| 7    | Wayne Rainey      | Roberts-Marlboro-Yamaha  | 16   |
| 9    | Patrick Fernandez | Yamaha                   | 15   |
| 9    | Fausto Ricci      | Yamaha                   | 15   |

## 125cc-klasse
Manager/constructeur Jan Thiel vertelde voor de 125cc-race in Duitsland dat zijn rijders met stalorders van start zouden gaan. Als Eugenio Lazzarini kans had om te winnen, moest Ángel Nieto hem voor laten gaan. Garelli was tenslotte een Italiaans merk en daarmee zou ook de Italiaanse pers gunstig gestemd worden. Lazzarini kon zijn gekunstelde favorietenrol echter niet waarmaken. Snelste trainer Maurizio Vitali nam meteen de leiding en Nieto liet Lazzarini inderdaad voorop gaan in de achtervolging. Toen Vitali's voorsprong begon te groeien reed Nieto het gat toch maar alleen dicht, maar Vitali viel in de zesde ronde, waardoor de kansen van Lazzarini weer groter werden en Nieto sloot weer achter hem aan. Er kwam echter een nieuw probleem: een achtervolgende groep met Luca Cadalora, Fausto Gresini en August Auinger kwam dichterbij en Cadalora nam de leiding van Lazzarini over. Nieto gebaarde bij elke doorkomst naar de pit dat hij niet wist wat te doen, maar toen Lazzarini niet in staat bleek Cadalora weer in te halen nam hij de leiding. In de laatste bocht keek hij om, om te zien of Lazzarini weer achter hem zat, maar dat was niet het geval en Nieto moest de overwinning wel grijpen. Daarmee was Lazzarini wel de mond gesnoerd, want die had zich - ook al in de Italiaanse pers - nogal negatief geuit omdat hij bij Garelli tweede viool moest spelen. 
| 1.  | Maurizio Vitali    | MBA        | 1:55.42 |
| 2.  | Eugenio Lazzarini  | Garelli    | 1:55.92 |
| 3.  | Ángel Nieto        | Garelli    | 1:55.95 |
| 4.  | Luca Cadalora      | MBA        | 1:56.10 |
| 5.  | Hans Müller        | MBA        | 1:56.35 |
| 6.  | Stefano Caracchi   | MBA        | 1:56.52 |
| 7.  | Jean-Claude Selini | MBA        | 1:56.89 |
| 8.  | Fausto Gresini     | MBA        | 1:57.19 |
| 9.  | August Auinger     | Bartol-MBA | 1:57.38 |
| 10. | Olivier Liégeois   | MBA        | 1:57.66 |

### Uitslag 125cc-klasse
| Pos | Coureur            | Merk       | Tijd      | Grid | Punten |
| --- | ------------------ | ---------- | --------- | ---- | ------ |
| 1   | Ángel Nieto        | Garelli    | 44:44.96  | 3    | 15     |
| 2   | Luca Cadalora      | MBA        | 44:45.69  | 4    | 12     |
| 3   | Eugenio Lazzarini  | Garelli    | 44:45.86  | 2    | 10     |
| 4   | Fausto Gresini     | MBA        | 44:46.34  | 8    | 8      |
| 5   | August Auinger     | Bartol-MBA | 44:47.71  | 9    | 6      |
| 6   | Jean-Claude Selini | MBA        | 45:35.83  | 7    | 5      |
| 7   | Giuseppe Ascareggi | MBA        | 45:36.68  | 25   | 4      |
| 8   | Johnny Wickström   | MBA        | 45:36.88  | 15   | 3      |
| 9   | Bruno Kneubühler   | MBA        | 45:44.91  | 12   | 2      |
| 10  | Lucio Pietroniro   | MBA        | 45:45.48  | 17   | 1      |
| 11  | Olivier Liegeois   | MBA        | 45:45.62  | 10   |        |
| 12  | Stefano Caracchi   | MBA        | 45:57.16  | 6    |        |
| 13  | Gerhard Waibel     | MBA        | 46:01.71  | 14   |        |
| 14  | Helmut Lichtenberg | MBA        | 46:27.33  | 22   |        |
| 15  | Boy van Erp        | MBA        | 46:40.83  | 23   |        |
| 16  | Alois Pavlic       | MBA        | +1 ronde  | 35   |        |
| 17  | Peter Sommer       | MBA        | +1 ronde  | 29   |        |
| 18  | Robert Hmeljak     | MBA        | +1 ronde  | 36   |        |
| 19  | Dirk Hafeneger     | MBA        | +1 ronde  | 18   |        |
| 20  | Peter Balaz        | MBA        | +2 ronden | 40   |        |
| 21  | Horst Elsenheimer  | MBA        | +6 ronden | 39   |        |

### Niet gefinisht
| Coureur                | Merk  | Oorzaak | Grid |
| ---------------------- | ----- | ------- | ---- |
| Domenico Brigaglia     | MBA   | Val     | 13   |
| Henk van Kessel        | MBA   | Val     | 16   |
| Willi Hupperich        | MBA   |         | 21   |
| Pablo Chambertini      | MBA   |         | 32   |
| Stefan Schmitt         | MBA   |         | 34   |
| Mike Leitner           | MBA   |         | 20   |
| Willy Pérez            | MBA   |         | 19   |
| Tony Smith             | Casal |         | 43   |
| Hans Müller            | MBA   | Krukas  | 5    |
| Thomas Weickardt       | MBA   |         | 28   |
| Jacky Hutteau          | MBA   |         | 42   |
| Beat Sidler            | MBA   |         | 30   |
| Bady Hassaine          | MBA   |         | 27   |
| Chris Baert            | MBA   |         | 45   |
| Maurizio Vitali        | MBA   |         | 1    |
| Neil Robinson          | MBA   |         | 31   |
| Joe Genoud             | MBA   |         | 41   |
| Tony Head              | MBA   |         | 38   |
| Ezio Gianola           | MBA   |         | 11   |
| Wilhelm Lücke          | MBA   |         | 33   |
| Thomas Möller-Pedersen | MBA   |         | 37   |
| Hubert Abold           | MBA   |         | 26   |

### Niet deelgenomen
| Coureur       | Merk   | Oorzaak               |
| ------------- | ------ | --------------------- |
| Alex Bedford  | MBA    |                       |
| Hakan Olsson  | Starol |                       |
| Anton Straver | MBA    | Familieomstandigheden |

### Top tien tussenstand 125cc-klasse
| Pos. | Coureur            | Merk    | Ptn. |
| ---- | ------------------ | ------- | ---- |
| 1    | Ángel Nieto        | Garelli | 45   |
| 2    | Eugenio Lazzarini  | Garelli | 32   |
| 3    | Luca Cadalora      | MBA     | 18   |
| 4    | Stefano Caracchi   | MBA     | 16   |
| 5    | Jean-Claude Selini | MBA     | 13   |
| 6    | Hans Müller        | MBA     | 12   |
| 6    | Maurizio Vitali    | MBA     | 12   |
| 8    | Bruno Kneubühler   | MBA     | 9    |
| 9    | Giuseppe Ascareggi | MBA     | 8    |
| 9    | Fausto Gresini     | MBA     | 8    |

## 80cc-klasse
Het was duidelijk dat WK-leider Pier Paolo Bianchi in de slipstream van Stefan Dörflinger zou moeten kruipen om hem te kunnen volgen, maar dat plan mislukte na de slechte start van Bianchi. Ook Jorge Martínez had een matige start, maar hij kon toch naar Dörflinger toe rijden, om daarna met machinepech uit te vallen. Daardoor kwam Bianchi toch nog op de tweede plaats terecht. 
| In de 80cc-klasse begonnen grote verschillen te ontstaan tussen de toprijders met de beste machines en de privérijders. George Looijesteijn, die zich als achtste kwalificeerde, reed ruim 7 seconden langzamer dan Jorge Martínez, die Stefan Dörflinger wist af te troeven en snelste was. \| 1. \| Jorge Martínez \| Derbi \| 2:00.55 \| \| 2. \| Stefan Dörflinger \| Krauser-LCR-Zündapp \| 2:01.81 \| \| 3. \| Pier Paolo Bianchi \| HuVo-Casal \| 2:02.86 \| \| 4. \| Hubert Abold \| Krauser-LCR-Zündapp \| 2:03.05 \| \| 5. \| Gerhard Waibel \| Seel \| 2:03.28 \| \| 6. \| Reiner Scheidauer \| Seel \| 2:04.56 \| \| 7. \| Hans Spaan \| HuVo-Casal \| 2:04.65 \| \| 8. \| George Looijesteijn \| HuVo-Casal \| 2:07.68 \| \| 9. \| Hans Müller \| Sachs \| 2:08.43 \| \| 10. \| Willem Heykoop \| HuVo-Casal \| 2:08.93 \| |                     |                     |         |
| 1. | Jorge Martínez      | Derbi               | 2:00.55 |
| 2. | Stefan Dörflinger   | Krauser-LCR-Zündapp | 2:01.81 |
| 3. | Pier Paolo Bianchi  | HuVo-Casal          | 2:02.86 |
| 4. | Hubert Abold        | Krauser-LCR-Zündapp | 2:03.05 |
| 5. | Gerhard Waibel      | Seel                | 2:03.28 |
| 6. | Reiner Scheidauer   | Seel                | 2:04.56 |
| 7. | Hans Spaan          | HuVo-Casal          | 2:04.65 |
| 8. | George Looijesteijn | HuVo-Casal          | 2:07.68 |
| 9. | Hans Müller         | Sachs               | 2:08.43 |
| 10. | Willem Heykoop      | HuVo-Casal          | 2:08.93 |

### Uitslag 80cc-klasse
| Pos | Coureur             | Merk                | Tijd      | Grid | Punten |
| --- | ------------------- | ------------------- | --------- | ---- | ------ |
| 1   | Stefan Dörflinger   | Krauser-LCR-Zündapp | 37:12.77  | 2    | 15     |
| 2   | Pier Paolo Bianchi  | HuVo-Casal          | 37:23.44  | 3    | 12     |
| 3   | Gerhard Waibel      | Seel                | 37:28.90  | 5    | 10     |
| 4   | Hubert Abold        | Krauser-LCR-Zündapp | 38:02.00  | 4    | 8      |
| 5   | Willem Heykoop      | HuVo-Casal          | 38:23.93  | 10   | 6      |
| 6   | George Looijesteijn | HuVo-Casal          | 39:15.09  | 8    | 5      |
| 7   | Serge Julin         | HuVo-Casal          | 39:27.19  | 14   | 4      |
| 8   | Zdravko Matulja     | Ziegler             | +1 ronde  | 18   | 3      |
| 9   | Reinhard Koberstein | Seel                | +1 ronde  | 13   | 2      |
| 10  | Bernd Rossbach      | Casal               | +1 ronde  | 15   | 1      |
| 11  | Bertus Grinwis      | Casal               | +1 ronde  | 20   |        |
| 12  | Otto Machinek       | Kreidler            | +1 ronde  | 21   |        |
| 13  | Paul Rimmelzwaan    | Harmsen             | +1 ronde  | 22   |        |
| 14  | Tony Smith          | Casal               | +1 ronde  | 28   |        |
| 15  | Chris Baert         | Eberhardt           | +1 ronde  | 16   |        |
| 16  | Johann Auer         | Eberhardt           | +1 ronde  | 23   |        |
| 17  | Bert Smit           | BZ                  | +2 ronden | 29   |        |
| 18  | Thomas Engl         | Sachs               | +2 ronden | 17   |        |
| 19  | Jos van Dongen      | Sachs               | +2 ronden | 25   |        |

### Niet gefinisht
| Coureur            | Merk       | Oorzaak    | Grid |
| ------------------ | ---------- | ---------- | ---- |
| Mika-Sakari Komu   | Eberhardt  |            | 31   |
| Hans Müller        | Sachs      | Ontsteking | 9    |
| Jorge Martínez     | Derbi      |            | 1    |
| Hans Spaan         | HuVo-Casal | Val        | 7    |
| Eico Rispens       | Kreidler   |            | 32   |
| Gerhard Bauer      | Ziegler    |            | 11   |
| Theo Timmer        | HuVo-Casal | Koppeling  | 12   |
| Reiner Scheidhauer | Seel       | Val        | 6    |
| Hans Koopman       | Kreidler   | Vastloper  | 19   |
| Hans-Jürgen Hummel | Hummel     |            | 24   |
| Reiner Koster      | Casal      |            | 26   |
| Inge Arends        | Jas        |            | 27   |
| Kasimir Rapczynski | Kreidler   |            | 33   |
| Günter Schirnhofer | Honda      |            | 30   |

### Niet deelgenomen
| Coureur         | Merk     | Oorzaak |
| --------------- | -------- | ------- |
| Maurizio Stocco | Lusuardi |         |

### Top tien tussenstand 80cc-klasse
| Pos. | Coureur             | Merk                                        | Ptn. |
| ---- | ------------------- | ------------------------------------------- | ---- |
| 1    | Pier Paolo Bianchi  | HuVo-Casal                                  | 50   |
| 2    | Stefan Dörflinger   | Krauser-LCR-Zündapp                         | 46   |
| 3    | Hubert Abold        | Krauser-Bakker-Zündapp/ Krauser-LCR-Zündapp | 38   |
| 4    | Gerhard Waibel      | Seel                                        | 26   |
| 5    | Hans Spaan          | HuVo-Casal                                  | 19   |
| 6    | Willem Heykoop      | HuVo-Casal                                  | 15   |
| 7    | Hans Müller         | Sachs                                       | 13   |
| 7    | Jorge Martínez      | Derbi                                       | 13   |
| 9    | Henk van Kessel     | HuVo-Casal                                  | 12   |
| 10   | George Looijesteijn | HuVo-Casal                                  | 7    |

## Zijspanklasse
Hoewel Rolf Biland al in de eerste bocht de combinatie Egbert Streuer/Bernard Schnieders uitremde en de leiding nam, besloot Streuer dezelfde taktiek als in Oostenrijk toe te passen: hij bleef Biland gewoon opjagen. Hij hoorde dat de machine van Biland veel te veel toeren moest maken en wist dat dat niet lang goed kon gaan. Twaalf ronden lang duurde dit spel, totdat de rondetijden zo hoog werden dat Streuer bang was dat de achtervolgers terug zouden komen. Streuer passeerde Biland, die vier ronden later uitviel door een kapotte zuiger. Op dat moment vochten Alain Michel en Werner Schwärzel om de derde plaats, maar Schwärzel moest naar de pit om zijn achterband te laten vervangen. Fresc kon daardoor onbedreigd tweede worden, bijna een minuut voor Steve Webster. Schwärzel vocht zich nog terug naar de vierde plaats, met een ronde achterstand. 
| Rolf Biland had zijn technische problemen geweten aan het vertrek van tuner Romero Folghera, die naar het Parisienne-team gegaan was. Folghera wist echter toch wat tijd te vinden om Biland te helpen en de Krauser-LCR bleek al in de trainingen snel en betrouwbaar. Er ontstond een gevecht op haren en snaren tussen Biland en Egbert Streuer om poleposition, dat Biland nipt wist te winnen. Theo van Kempen plaatste zich als tiende, maar wist niet of hij het wel een hele race zou volhouden nu was gebleken dat hij in Oostenrijk tweedegraads brandwonden had opgelopen. Jos Modder verloor tijdens de training zijn bakkenist Dick van 't Klooster, die 200 meter over het asfalt rolde maar fit genoeg bleef om te starten. \| 1. \| Rolf Biland/Kurt Waltisperg \| Krauser-LCR-Yamaha \| 1:48.61 \| \| 2. \| Egbert Streuer/Bernard Schnieders \| LCR-Yamaha \| 1:48.65 \| \| 3. \| Alain Michel/Jean-Marc Fresc \| Krauser-LCR-Yamaha \| 1:49.18 \| \| 4. \| Werner Schwärzel/Andreas Huber \| Krauser-LCR-Yamaha \| 1:49.61 \| \| 5. \| Derek Bayley/Brian Nixon \| LCR-Yamaha \| 1:50.01 \| \| 6. \| Derek Jones/Brian Ayres \| LCR-Yamaha \| 1:50.54 \| \| 7. \| Steve Webster/Tony Hewitt \| LCR-Yamaha \| 1:50.93 \| \| 8. \| Alfred Zurbrügg/Martin Zurbrügg \| LCR-Yamaha \| 1:51.33 \| \| 9. \| Masato Kumano/Helmut Diehl \| LCR-Yamaha \| 1:52.00 \| \| 10. \| Theo van Kempen/Geral de Haas \| LCR-Yamaha \| 1:52.11 \| |                                   |                    |         |
| 1. | Rolf Biland/Kurt Waltisperg       | Krauser-LCR-Yamaha | 1:48.61 |
| 2. | Egbert Streuer/Bernard Schnieders | LCR-Yamaha         | 1:48.65 |
| 3. | Alain Michel/Jean-Marc Fresc      | Krauser-LCR-Yamaha | 1:49.18 |
| 4. | Werner Schwärzel/Andreas Huber    | Krauser-LCR-Yamaha | 1:49.61 |
| 5. | Derek Bayley/Brian Nixon          | LCR-Yamaha         | 1:50.01 |
| 6. | Derek Jones/Brian Ayres           | LCR-Yamaha         | 1:50.54 |
| 7. | Steve Webster/Tony Hewitt         | LCR-Yamaha         | 1:50.93 |
| 8. | Alfred Zurbrügg/Martin Zurbrügg   | LCR-Yamaha         | 1:51.33 |
| 9. | Masato Kumano/Helmut Diehl        | LCR-Yamaha         | 1:52.00 |
| 10. | Theo van Kempen/Geral de Haas     | LCR-Yamaha         | 1:52.11 |

### Uitslag zijspanklasse
| Pos | Coureur              | Bakkenist            | Merk               | Tijd      | Grid | Punten |
| --- | -------------------- | -------------------- | ------------------ | --------- | ---- | ------ |
| 1   | Egbert Streuer       | Bernard Schnieders   | LCR-Yamaha         | 45:56.34  | 2    | 15     |
| 2   | Alain Michel         | Jean-Marc Fresc      | Krauser-LCR-Yamaha | 46:31.32  | 3    | 12     |
| 3   | Steve Webster        | Tony Hewitt          | LCR-Yamaha         | 47:27.62  | 7    | 10     |
| 4   | Werner Schwärzel     | Andreas Huber        | Krauser-LCR-Yamaha | +1 ronde  | 4    | 8      |
| 5   | Steve Abbott         | Shaun Smith          | Windle-Yamaha      | +1 ronde  |      | 6      |
| 6   | Masato Kumano        | Helmut Diehl         | LCR-Yamaha         | +1 ronde  | 9    | 5      |
| 7   | Alfred Zurbrügg      | Martin Zurbrügg      | LCR-Yamaha         | +1 ronde  | 8    | 4      |
| 8   | Hein van Drie        | William van Dis      | LCR-Yamaha         | +1 ronde  | 13   | 3      |
| 9   | Theo van Kempen      | Geral de Haas        | LCR-Yamaha         | +1 ronde  | 10   | 2      |
| 10  | Dennis Bingham       | Julia Bingham        | LCR-Yamaha         | +1 ronde  |      | 1      |
| 11  | Wolfgang Stropek     | Hans-Peter Demling   | LCR-Yamaha         | +1 ronde  |      |        |
| 12  | Hansruedi Christinat | Markus Fährni        | LCR-Yamaha         | +1 ronde  |      |        |
| 13  | Jos Modder           | Dick van 't Klooster | LCR-Yamaha         | +1 ronde  | 22   |        |
| 14  | Mick Barton          | Simon Birchall       | LCR-Suzuki         | +1 ronde  |      |        |
| 15  | Graham Gleeson       | Kurt Rothenbühler    | Windle-Yamaha      | +2 ronden |      |        |
| 16  | Lundberg             | Onbekend             | Onbekend           | +2 ronden |      |        |
| 17  | Egon Schons          | Eckart Rösinger      | Busch-Yamaha       | +2 ronden |      |        |
| 18  | Hiller               | Puzo                 | Onbekend           | +4 ronden |      |        |

### Niet gefinisht
| Coureur      | Bakkenist       | Merk               | Oorzaak   | Grid |
| ------------ | --------------- | ------------------ | --------- | ---- |
| Derek Bayley | Brian Nixon     | LCR-Yamaha         | Vastloper | 5    |
| Derek Jones  | Brian Ayres     | LCR-Yamaha         | Vastloper | 6    |
| Rolf Biland  | Kurt Waltisperg | Krauser-LCR-Yamaha | Zuiger    | 1    |

### Top tien tussenstand zijspanklasse
| Pos. | Coureur          | Bakkenist          | Merk               | Ptn. |
| ---- | ---------------- | ------------------ | ------------------ | ---- |
| 1    | Egbert Streuer   | Bernard Schnieders | LCR-Yamaha         | 30   |
| 2    | Werner Schwärzel | Andreas Huber      | Krauser-LCR-Yamaha | 20   |
| 2    | Alain Michel     | Jean-Marc Fresc    | Krauser-LCR-Yamaha | 20   |
| 4    | Masato Kumano    | Helmut Diehl       | LCR-Yamaha         | 15   |
| 5    | Steve Webster    | Tony Hewitt        | LCR-Yamaha         | 10   |
| 6    | Theo van Kempen  | Geral de Haas      | LCR-Yamaha         | 6    |
| 6    | Derek Jones      | Brian Ayres        | LCR-Yamaha         | 6    |
| 6    | Hein van Drie    | William van Dis    | LCR-Yamaha         | 6    |
| 6    | Steve Abbott     | Shaun Smith        | Windle-Yamaha      | 6    |
| 10   | Hans Hügli       | Andreas Schütz     | LCR-Yamaha         | 5    |

## Trivia

### De toch niet zo nieuwe Nürburgring
Reglementair mocht men een WK-weekend niet organiseren op een nieuw circuit. De nieuwe Nürburgring werd op 12 mei geopend, de Grand Prix stond gepland voor 27 mei. Men organiseerde op 12 mei twee prominentenraces: een voor motorfietsen met allemaal K 100 RS-en, een voor auto's met allemaal Mercedes 190 E's. Aan de motorrace namen onder anderen Hubert Abold, Hubert Auriol, Johnny Cecotto, Stefan Dörflinger, Manfred Herweh, Toni Mang, Gaston Rahier, Gustav Reiner, Gerhard Waibel en Martin Wimmer deel, aan de autorace onder anderen Niki Lauda, Alain Prost, Keke Rosberg, Ayrton Senna en John Surtees. Dit leverde voor een aantal motorcoureurs een probleem op: men mocht in Duitsland niet aan twee verschillende races in één weekend deelnemen en er was ook nog een race voor het Europees kampioenschap gepland. Daarom doopte men de K 100 RS-race om tot "demonstratie". Nu had de organisatie weer een probleem, want er zou voor de Duitse Grand Prix nooit officieel geracet zijn op het circuit. Daarom organiseerde men op zondag 13 mei alsnog een onbelangrijke race, zodat dit probleem opgelost werd. Het circuit was nu niet meer "nieuw". De motorcoureurs maakten er overigens ondanks de titel "demonstratie" een echte race van, die werd gewonnen door Helmut Dähne, die gewend was aan het racen met standaardmotoren. 

### Stoelendans
Na het vertrek van Thierry Rapicault gaf de Franse Yamaha-importeur Sonauto diens machine meteen aan Jean-Michel Mattioli, tot verdriet van Alain Chevallier, die daarmee een rijder verloor. Hij gaf Mattioli's machine op zijn beurt weer aan Thierry Espié. Door sommige bronnen werd aangegeven dat Rapicault bang was geworden op de motor en daarom gestopt was, volgens andere was het de druk vanuit het Sonauto-team en ook de sfeer binnen dat team. Dat was een meer logische verklaring, want Rapicault bedacht zich al snel en stond bij de Franse Grand Prix met een privé-Yamaha aan de start.

### Diefstal
In de nacht voor de race sloegen dieven toe in het rennerskwartier. Hans Müller miste twee voorwielen met regenbanden en een achterwiel, Maurizio Vitali miste twee raceoveralls en Börge Nielsen twee krukassen, een paar zuigers en een paar banden.
1925 · 1926 · 1927 · 1928 · 1929 · 1930 · 1931 · 1933 · 1934 · 1935 · 1936 · 1937 · 1938 · 1939 · 1949 · 1950 · 1951 · 1952 · 1953 · 1954 · 1955 · 1956 · 1957 · 1958 · 1959 · 1960 · 1961 · 1962 · 1963 · 1964 · 1965 · 1966 · 1967 · 1968 · 1969 · 1970 · 1971 · 1972 · 1973 · 1974 · 1975 · 1976 · 1977 · 1978 · 1979 · 1980 · 1981 · 1982 · 1983 · 1984 · 1985 · 1986 · 1987 · 1988 · 1989 · 1990 · 1991 · 1992 · 1993 · 1994 · 1995 · 1996 · 1997 · 1998 · 1999 · 2000 · 2001 · 2002 · 2003 · 2004 · 2005 · 2006 · 2007 · 2008 · 2009 · 2010 · 2011 · 2012 · 2013 · 2014 · 2015 · 2016 · 2017 · 2018 · 2019 · 2021 · 2022 · 2023 · 2024 · 2025